# 维尔纽斯省 (波兰)
该条目关于一个立陶宛大公国（后来属于波兰立陶宛联邦）的省。关于20世纪波兰的省，参见维尔纽斯省 
维尔纽斯省（拉丁語：Palatinatus Vilnensis）是一个1413年由立陶宛公国和邻区的部分土地构成的立陶宛大公国省份。

## 地理和行政区划
从地理上讲，该省被围绕在维尔纽斯市周围，该市一直是该实体的首府和省总督所在地。虽然，该省实际的领土随着时间的推移一直发生变化。和查基省一起被称为立陶宛固有土地。直到瓜分波兰，组成该省的5个行政区划被称为县（在立陶宛语中：复数——pavietai，单数——pavietas），与中国大陆的市（或自治州，地区）：
- 维尔纽斯-查基县
- 阿施米亚尼县
- 利达县
- 乌克迈基县
- 布拉斯瓦夫县

## 历史
在1413年赫罗德沃联合给立陶宛大公国提出了省的概念。在改革之前，维尔纽斯周围的地区被称为立陶宛公国，有时成为维尔纽斯公国。维尔纽斯省成为了立陶宛大公国的首都省。
在1569年卢布林联合成立联邦后，大公国依然保留其大部分权利，而且维尔纽斯省依然为它的首都省，和维尔纽斯省依然保留其首都身份，虽然联邦的首都一开始是克拉科夫（克拉科夫省），而后来是华沙（马索维安省一样。
在瓜分波兰后，维尔纽斯省被俄罗斯帝国吞并，领土的大多数变为维尔纽斯省的一部分。在第一次世界大战后，过去的维尔纽斯省被立陶宛和波兰分割。在第二次世界大战后，苏联将其波兰部分转移到白俄罗斯苏维埃社会主义共和国。

## 省总督

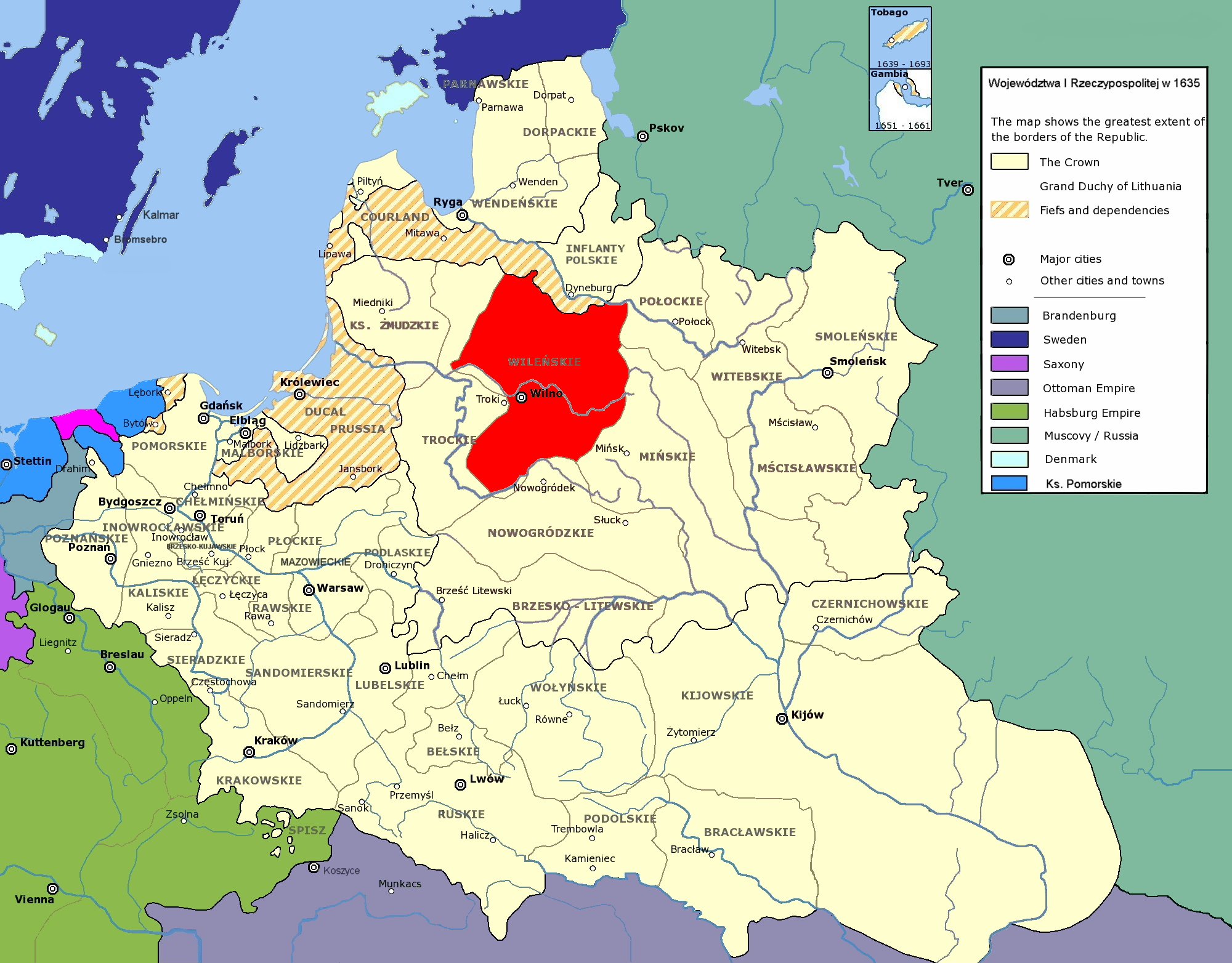
维尔纽斯省（红区）在波兰立陶宛联邦的位置

- 阿尔伯塔斯·瓦伊提耶库斯·曼维达斯（1413年-？）
- 乔纳斯·格斯塔乌塔斯（1443年-？）
- 米卡洛羽斯·拉德维拉（1480年-？）
- 米科瓦耶·拉兹维夫（1507年-？）
- 阿尔伯塔斯·格斯塔乌塔斯（1522年-？）
- 扬·赫伯维迟（1542年-？）
- 米科瓦耶·“黑色的”·拉兹维夫（1551年-？）
- 克尔基施托夫·米科瓦耶·“迅雷”·拉兹维夫（1584年-？）
- 米科瓦耶·克尔基施托夫·“孤儿”·拉兹维夫（1604-？）
- 卢·萨佩哈（1621年/1623年-？）
- 克尔基施托夫·拉兹维夫（1633年-？）
- 雅奴什·斯库明·提施基维迟（1640年–1642年）
- 克尔基施托夫·乔德基维迟（1642年-？）
- 雅奴什·拉兹维夫（1653-？）
- 扬·帕维夫·萨佩哈（1656-？）
- 米哈乌·卡兹梅尔兹·拉兹维夫（1667年-？）
- 米哈乌·卡兹梅尔兹·帕克（1669年-？）
- 扬·卡兹梅尔兹·萨佩哈 (年轻者)（1682年-？）
- 扬·卡兹梅尔兹·萨佩哈 (年老者)（1705年-？）
- 米哈乌·瑟瓦奇·维施尼奥维茨基（1706年–1707年和1735年–1744年）
- 米哈乌·卡兹梅尔兹·“雷本科”·拉兹维夫（1744年-？）
- 米哈乌·谢洛宁·拉兹维夫（1755年-？）
- 卡罗尔·斯坦尼斯瓦夫·“宠儿先生”·拉兹维夫（1762年–1764年和1768年–1790年）